# Le Flic ricanant
Pour plus de détails, voir Fiche technique et Distribution.
Le Flic ricanant (The Laughing Policeman) est un film américain réalisé par Stuart Rosenberg, sorti en 1973.
Le film est une adaptation du roman du même nom de Maj Sjöwall et Per Wahlöö, publié en  1968.

## Synopsis
San Francisco, années 1970. Un homme pénètre dans un bus et mitraille les passagers. La tuerie s'élève à 8 morts, dont un inspecteur de police qui s'avère être la première cible de ce massacre. Jake Martin, ami et coéquipier du défunt, caractérisé par son rictus, s'allie avec une jeune recrue, Leo Larsen, pour résoudre cette enquête. L'intuition de Jake le guide vers une affaire non résolue vieille de deux ans.

## Fiche technique
- Titre original : The Laughing Policeman
- Titre français : Le Flic ricanant
- Réalisation : Stuart Rosenberg
- Scénario : Thomas Rickman, d'après le roman Den skrattande polisen de Maj Sjöwall et Per Wahlöö
- Musique : Charles Fox
- Photographie : David M. Walsh
- Montage : Bob Wyman
- Production : Stuart Rosenberg
- Société de production et de distribution : 20th Century Fox
- Pays de production :  États-Unis
- Langue : anglais
- Format : Couleur - Mono - 35 mm - 1.85:1
- Genre : Policier
- Durée : 112 min
- Date de sortie :
  - États-Unis : 20 décembre 1973

## Distribution
- Walter Matthau (VF : Georges Aminel) : Le sergent Jake Martin
- Bruce Dern (VF : Pierre Trabaud) : L'inspecteur Leo Larsen
- Louis Gossett Jr. (VF : Jean Roche) : L'inspecteur James Larrimore
- Anthony Zerbe (VF : Dominique Paturel) : Le lieutenant Nat Styner
- Val Avery (VF : Claude Joseph) : L'inspecteur John Pappas
- Cathy Lee Crosby (VF : Arlette Thomas) : Kay Butler
- Mario Gallo (VF : Guy Piérauld) : Bobby Mow
- Don Borisenko (VF : Serge Lhorca) : L'inspecteur Mike Collins
- Joanna Cassidy : Monica
- Shirley Ballard : Grace Martin
- Albert Paulsen : Henry Camerero
- Paul Koslo (VF : Philippe Ogouz) : Duane Haygood
- Clifton James (VF : Jean Violette) : L'officier Jim Maloney
- Joseph Bernard (VF : Henry Djanik) : Samuel Avakian
- Ivan Bookman (VF : Marc de Georgi) : Rodney Davis
- David Moody (VF : Med Hondo) : Le maquereau
- Frances Lee McCain (VF : Jeanine Forney) : La prostituée
- Gregory Sierra (VF : Med Hondo) : Ken Vickery
- Warren Finnerty (VF : Georges Aubert) : Ripple
- Matt Clark (VF : Roger Crouzet) : Le médecin légiste
- Sacheen Littlefeather